# Canari (Korsika)
Canari ist eine Gemeinde im französischen Département Haute-Corse auf der Mittelmeerinsel Korsika. Sie gehört zum Département Haute-Corse, zum Arrondissement Bastia und zum Kanton Cap Corse.

## Geografie
Canari liegt auf der Halbinsel Cap Corse und grenzt im Westen an das Ligurische Meer. Die Nachbargemeinden sind Barrettali im Norden, Pietracorbara im Osten, Sisco im Südosten und Ogliastro im Süden. Das Siedlungsgebiet besteht aus den Dörfern Pieve, Vignale, Chine, Piazze, Marinca, Longa, Olmi, Pinzuta, Solaro, Imiza, Ercuna, Apro, Marine de Scala und Canelle.

## Bevölkerungsentwicklung
| Jahr      | 1962 | 1968 | 1975 | 1982 | 1990 | 1999 | 2006 | 2008 | 2012 |
| --------- | ---- | ---- | ---- | ---- | ---- | ---- | ---- | ---- | ---- |
| Einwohner | 633  | 583  | 358  | 331  | 291  | 323  | 325  | 325  | 314  |

## Asbestfabrik

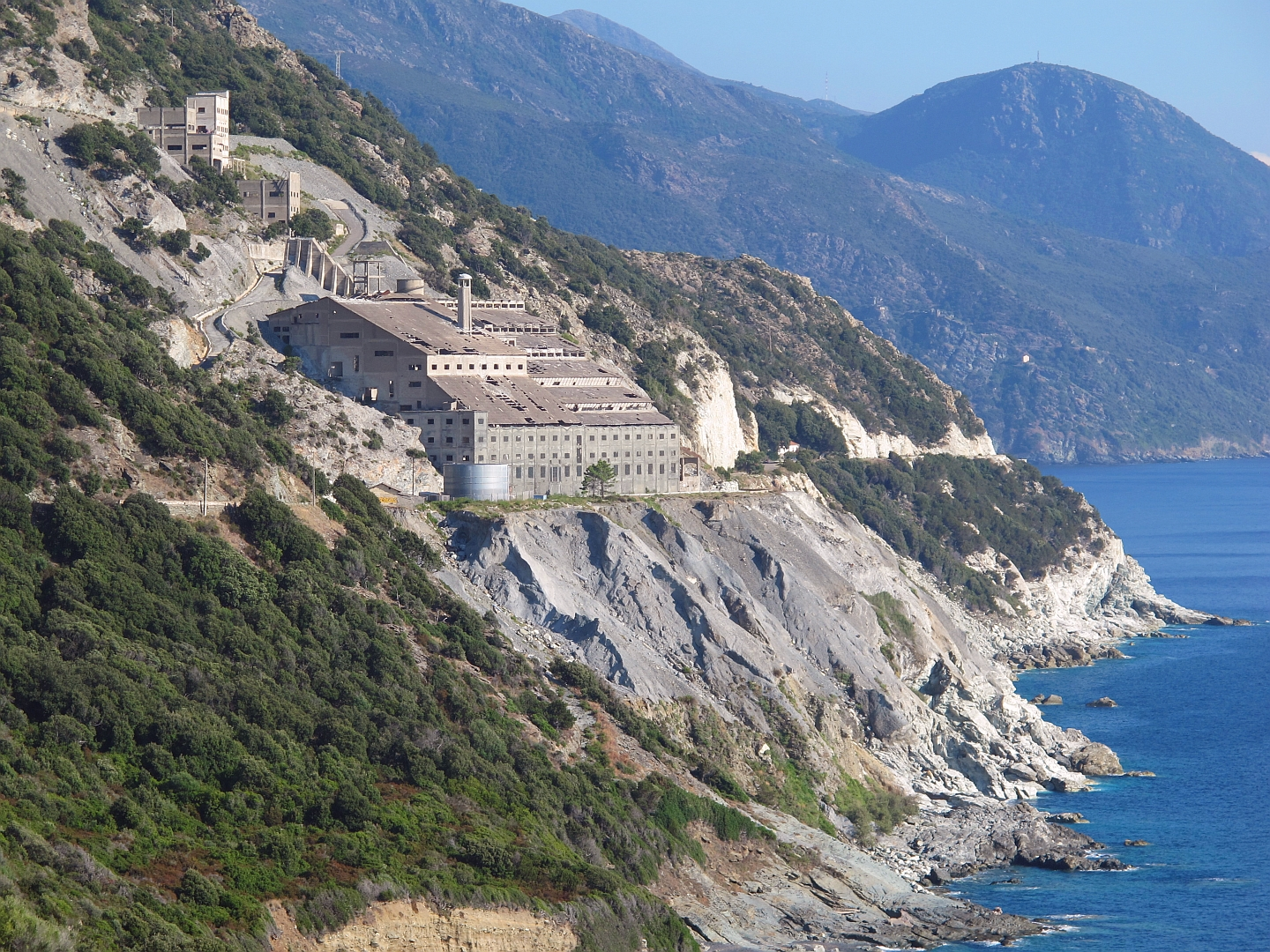
Ruine der Asbestfabrik (2019)

Die „Societe Miniere de l’Aminante“, Hauptaktionär der österreichisch-deutsch-belgische Konzern Eternit, begann 1946 mit der Asbestproduktion. Die Jahresproduktion lag bei bis zu 30.000 Tonnen. Der Abraum – geschätzt 13 Millionen Tonnen – wurde an der Küste auf einer Länge von 15 Kilometern südlich der Mine entsorgt. Nach zunehmendem gesellschaftlichem Druck und der Kritik des Kulturministers André Malraux wegen der Gesundheitsgefahren endete die Produktion 1965 wegen angeblicher Unrentabilität.
Durch die Gründung der Fabrik am Asbesttagebau war Canari zu einer Wohlhabenden Gemeinde mit bis zu 800 Einwohnern geworden. Die Anlage bekam im Volksmund den Namen „Die weiße Hölle von Canari“. Viele erkrankten an Asbestose. In den Anfangsjahren arbeiteten auch deutsche Kriegsgefangene und später ausländische Saisonarbeiter in der Anlage. Die Gemeinde kaufte 1971 das Gelände und übernahm damit Belastungen durch Langzeitfolgen und Sanierung. Die Sicherung der Tagebauflächen mit Spritzbeton finanzierte die EU; die Kosten dafür stiegen bis 2017 auf über 15 Millionen Euro.

## Sehenswürdigkeiten

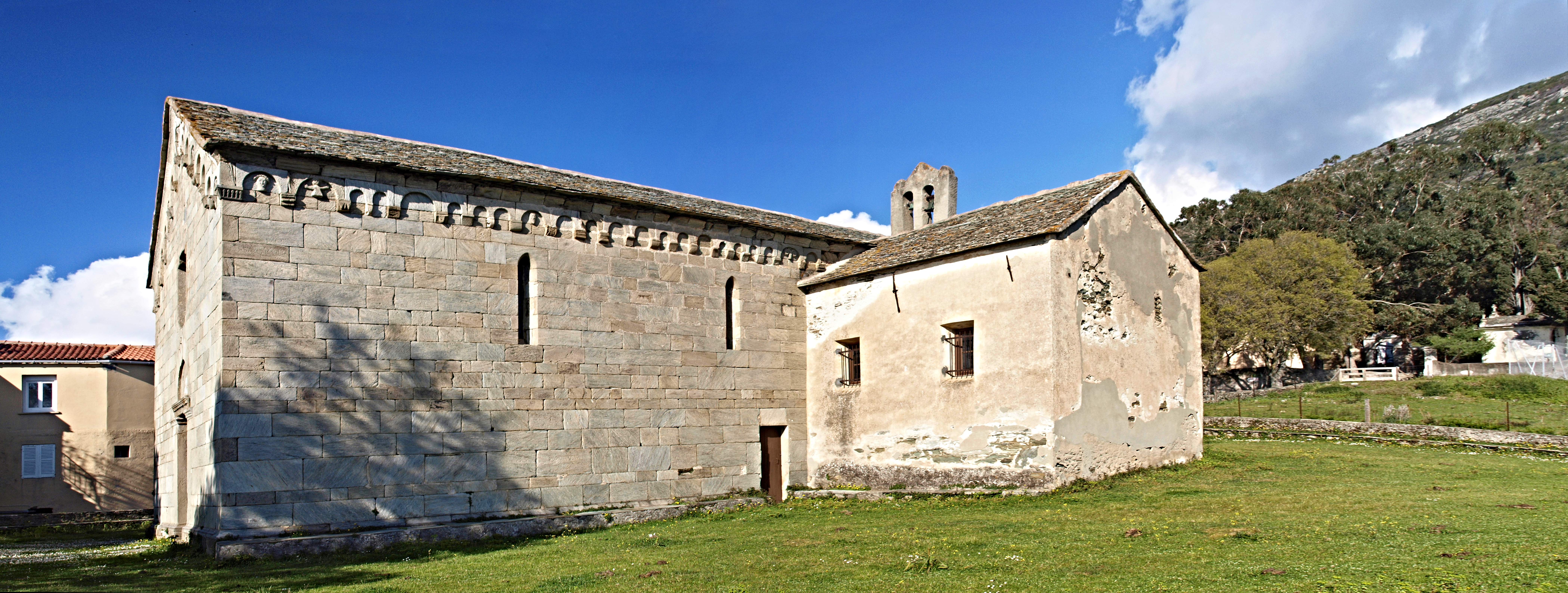
Kirche Santa-Maria-Assunta, Monument historique
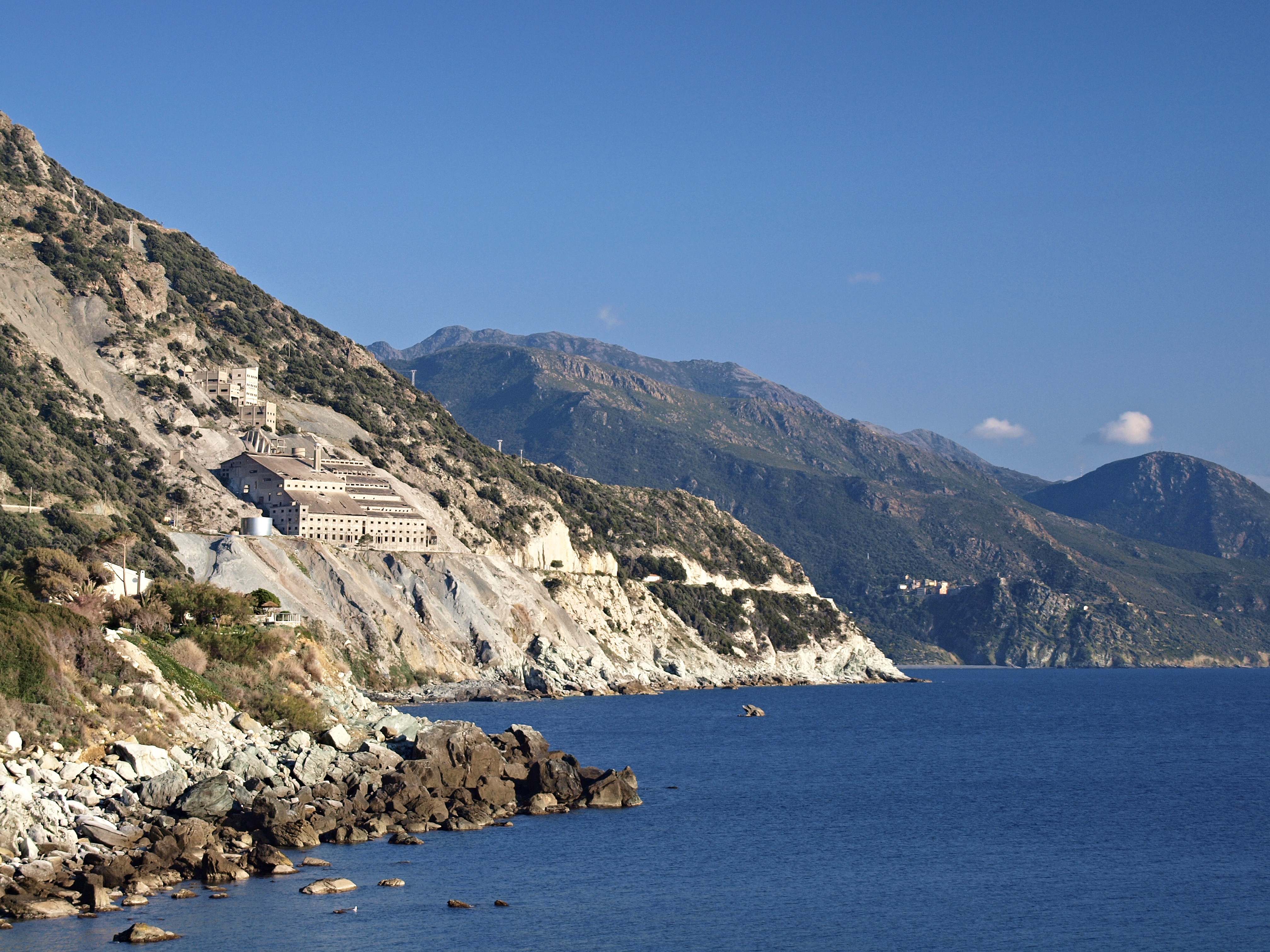
Ligurisches Meer bei Canari
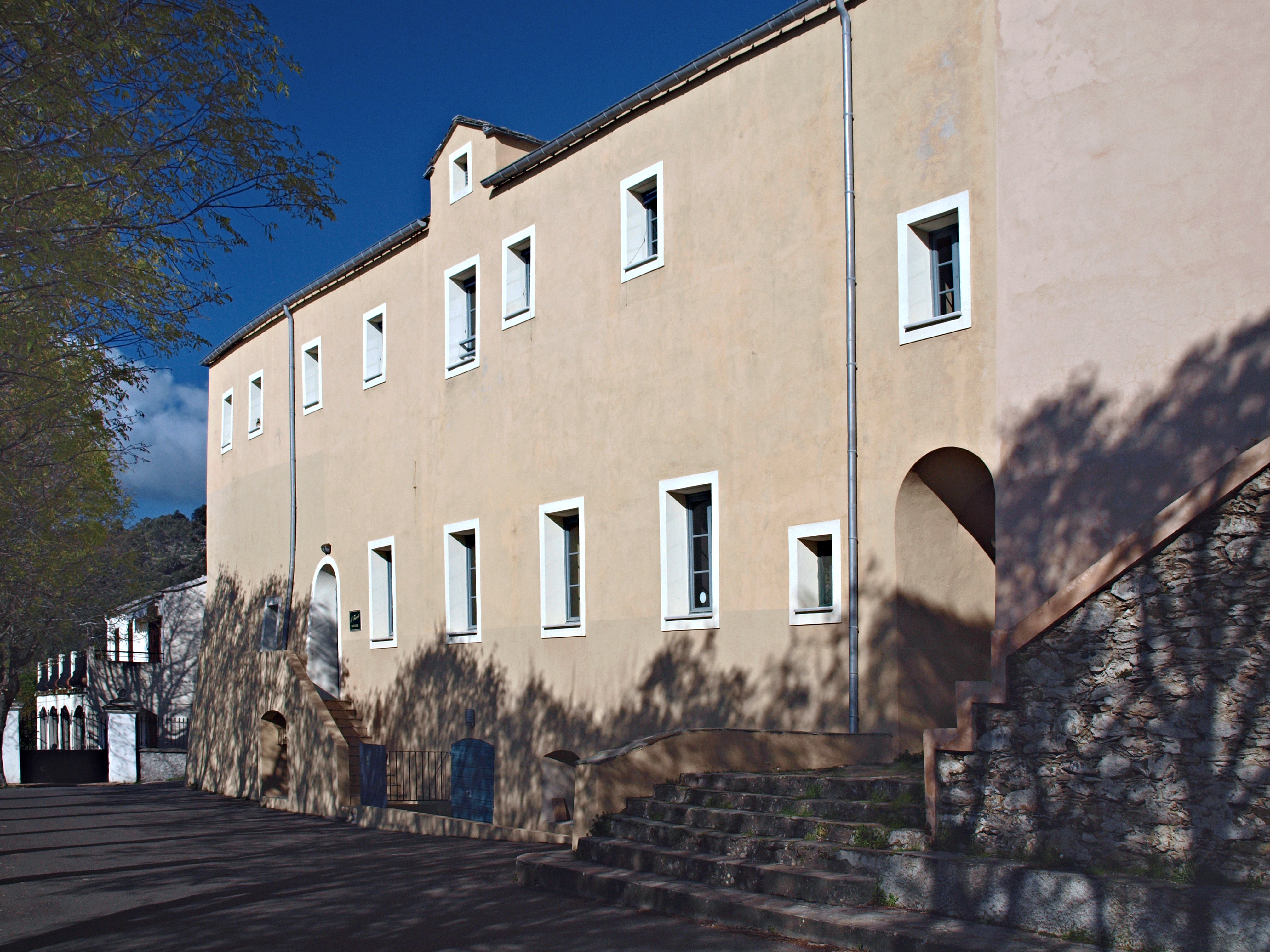
Ehemaliges Konvent Saint-François
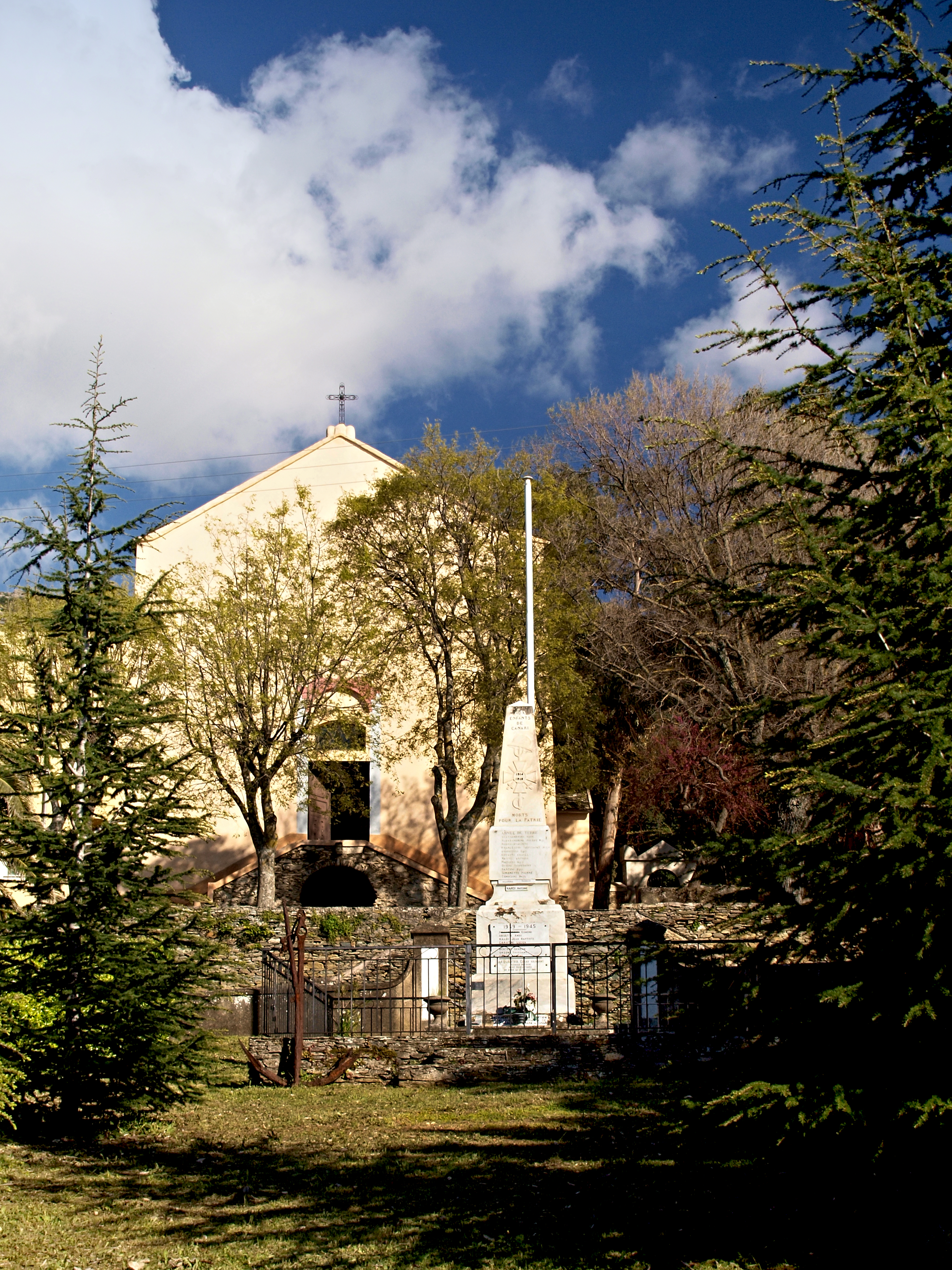
Konventskirche Saint-François, im Vordergrund Kriegerdenkmal
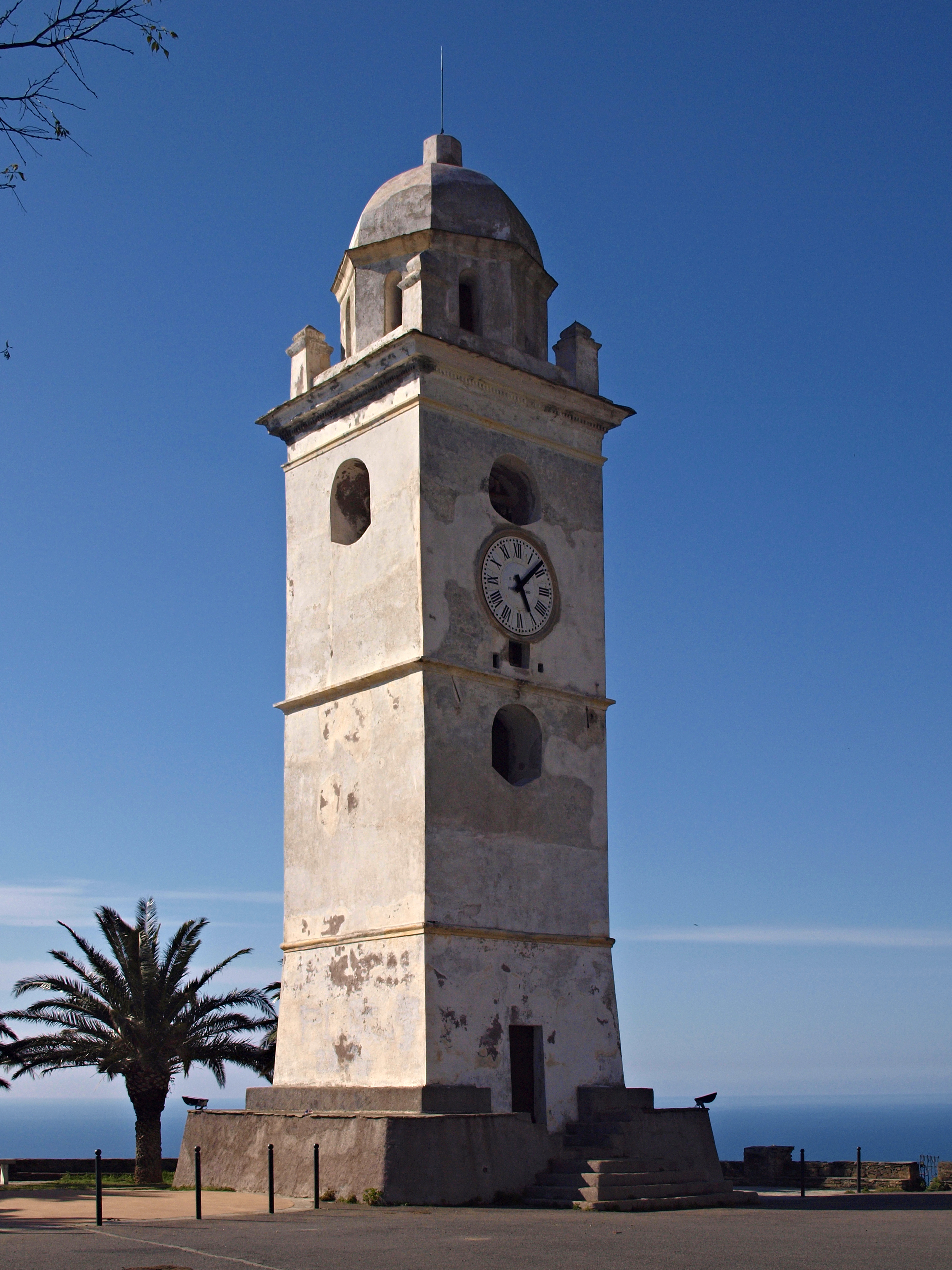
Le Campanile
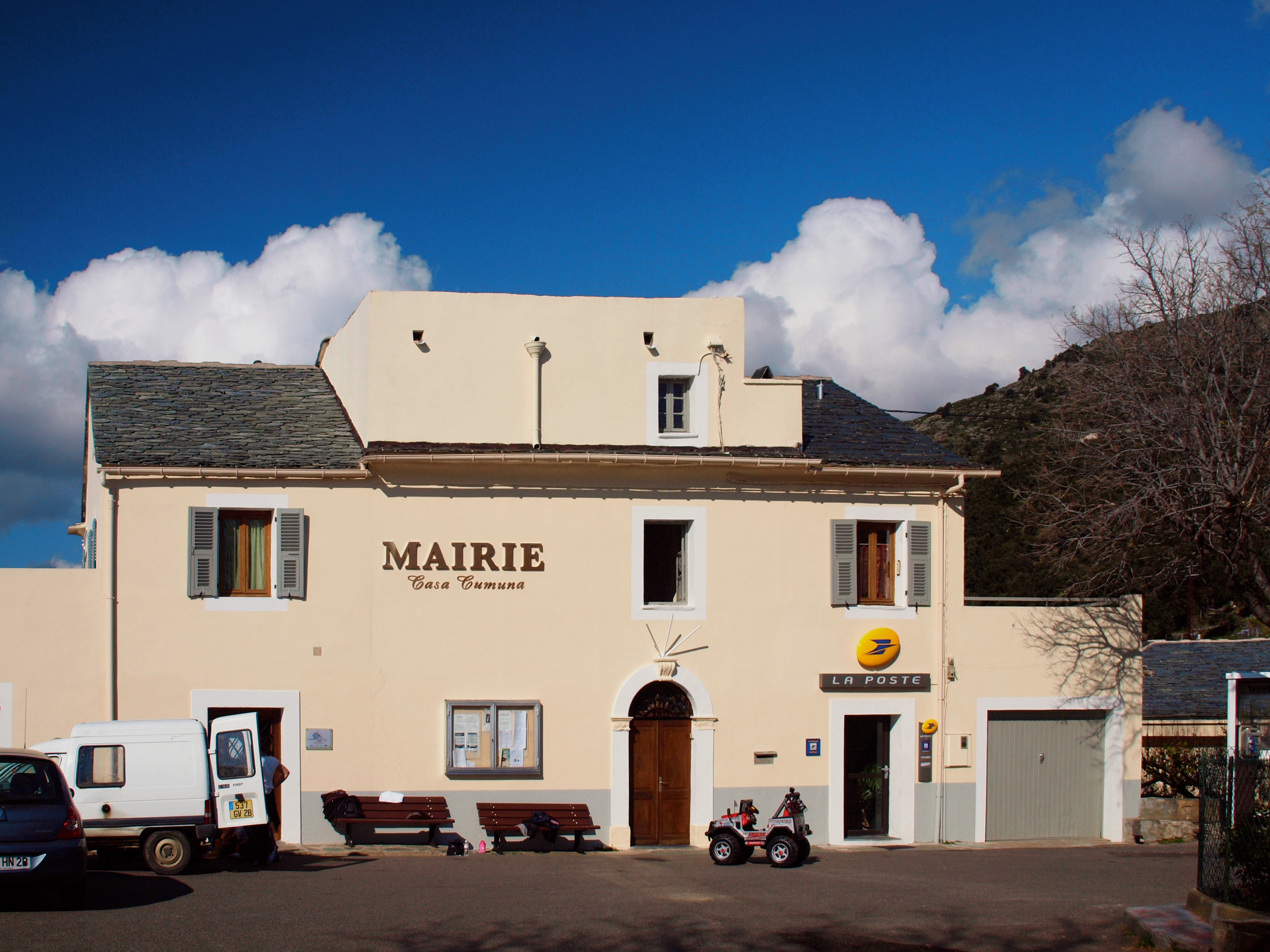
Mairie Canari